# Wojewódzki Zarząd Urządzeń Rolnych
Wojewódzki Zarząd Urządzeń Rolnych – jednostka organizacyjna prezydium wojewódzkiej rady narodowej istniejąca w latach 1953–1972, powołana w celu sporządzania planów urządzeniowo-pomiarowych, koordynowania i kontrolowania robót geodezyjnych, przeprowadzania katastru gruntowego i budynkowego oraz dokonywania pomiarów dla celów urządzeń rolnych i regulacji osiedli wiejskich.
Powołanie Zarządu pozostawało w ścisłym związku z ustawą z 1950 r. o terenowych organach jednolitej władzy państwowej.

## Powołanie Zarządu
Wojewódzki Zarząd Urządzeń Rolnych powstał w miejsce oddziałów urządzeń rolnych, pomiarów rolnych i finansów rolnych w wydziałach rolnictwa i leśnictwa prezydium wojewódzkiej rady narodowej. Zarząd przejął równocześnie agendy wydziałów geodezyjnych należących do zakresu działania Ministra Rolnictwa na podstawie dekretu z 1952 r. o państwowej służby geodezyjnej i kartograficznej.
Działalnością wojewódzkich zarządów urządzeń rolnych kierował i sprawował nad nimi nadzór Minister Rolnictwa za pośrednictwem Centralnego Zarządu Urządzeń Rolnych.

## Zakres działania
Do zakresu działania Zarządu należały sprawy:
- opracowywania na podstawie wytycznych Centralnego Zarządu Urządzeń Rolnych, rzeczowych i finansowych planów urządzeniowo-pomiarowych oraz sprawozdawczości i statystyki;
- regulacji osiedli wiejskich oraz miejskich w zakresie ustalonym dla resortu rolnictwa;
- pomiarów dla celów urządzeń rolnych i regulacji osiedli;
- osadnictwa rolnego;
- zapasu i obrotu ziemią;
- administracji majątku rzeczowego Państwowego Funduszu Ziemi;
- katastru gruntowego i budynkowego oraz sieci geodezyjnej;
- opracowywania spraw prawno-hipotecznych;
- aktualizacji mapy gospodarczej Państwa;
- sporządzania dokumentacji technicznej oraz odpisów i odrysów z dokumentów pomiarowych będących w ewidencji prezydiów właściwych rad narodowych;
- ewidencji i przechowywania operatów geodezyjnych;
- nadzoru technicznego i administracyjnego nad robotami geodezyjnymi i osobami wykonującymi techniczne czynności geodezyjne;
- nadzoru i koordynacji działalności referatów urządzeń rolnych i pomiarów rolnych w prezydiach powiatowych rad narodowych.

## Kierowanie Zarządem
Dyrektor Zarządu podlegał kierownikowi wydziału rolnictwa i leśnictwa prezydium wojewódzkiej rady narodowej.
Zgodnie z instrukcja Ministra Rolnictwa z 1953 r. w sprawie organizacji i szczegółowego zakresu działania wojewódzkich zarządów urządzeń rolnych dyrektorowi Zarządu podlegała bezpośrednio:
- sekcja planowania,
- sekcja budżetowo-rachunkowa,
- inspektor kadr,
- sekretariat,
- I zastępca dyrektora,
- II zastępca dyrektora.

## Zniesienie Zarządu
Na podstawie uchwały Rady Ministrów z 1972 r. w sprawie utraty mocy obowiązującej niektórych uchwał Rady Ministrów, Prezydium Rządu, Komitetu Ekonomicznego Rady Ministrów i Komitetu Ministrów do Spraw Kultury, ogłoszonych w Monitorze Polskim zlikwidowano Wojewódzki Zarząd Urządzeń Rolnych.